# Laktace

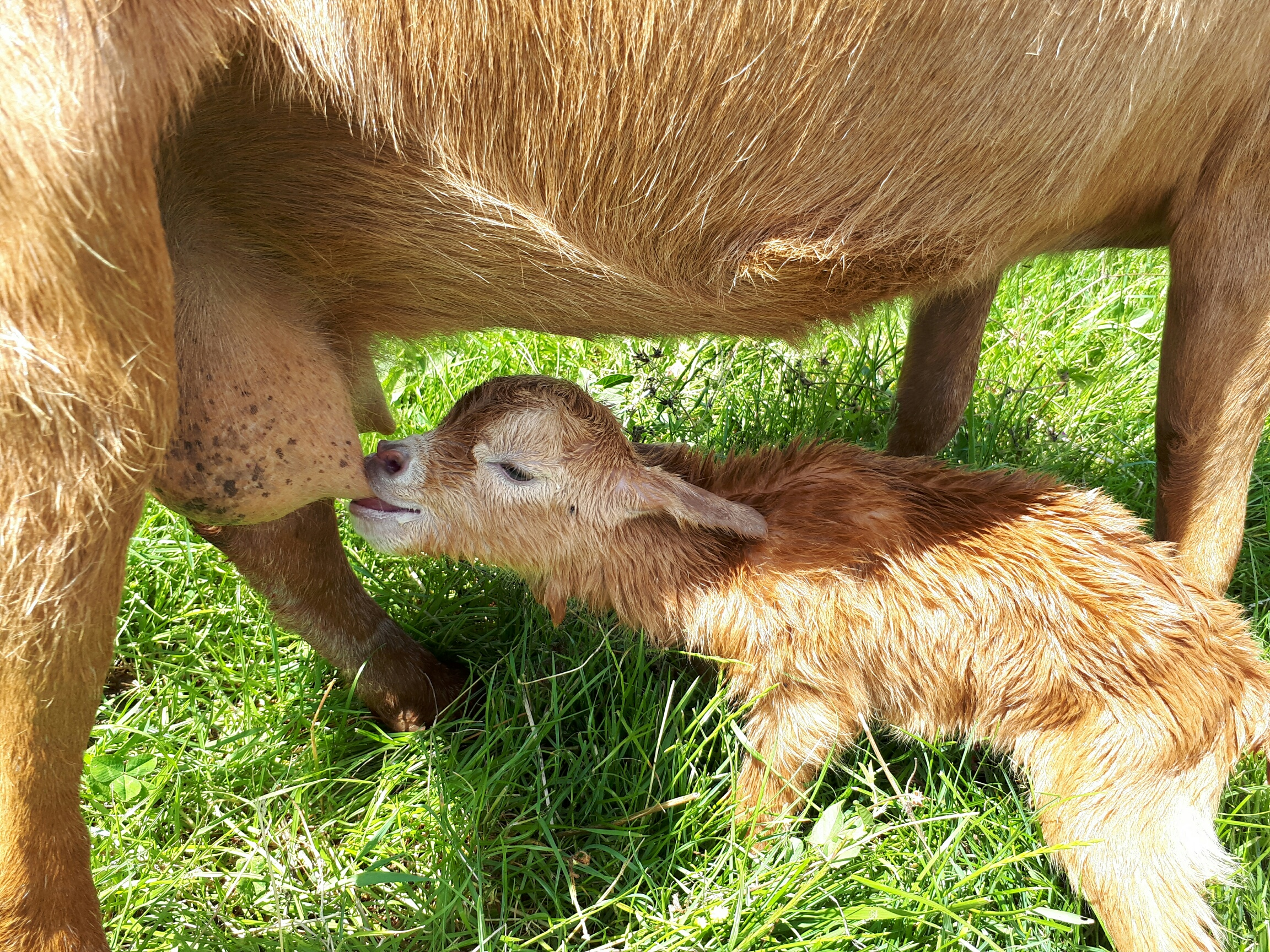
Mláďata savců po narození instinktivně hledají vemeno, aby sála (zde kůzle).

Laktace (mléko latinsky lac, lactis) je proces tvorby a vylučování mléka tělem matky po porodu.
Termín se používá u lidí v ženském lékařství a neonatologii, v zootechnice u skotu a veškerého mléčného dobytka, obecně pak v biologii.

## Souvislost s krmením
Laktace je nutným předpokladem pro přirozené vyživování mláďat. Vyskytuje se u všech savců, kteří jsou definováni právě schopností krmit své mladé mlékem z vlastního těla:
- z pohledu mláděte: mládě „saje mléko“ od matky (u zvířat i lidí),
- z pohledu matky: matka mláděti „dává mléko“ / „dovolí mu sát“, nebo „ho kojí“ (u zvířat i lidí). U lidí žena krmí dítě z prsu.

### Rozdílnost pojmů
Laktace a sání spolu těsně souvisí a v naprosté většině případů také probíhají ve vzájemné souvislosti. I tak jde ale o dva samostatné jevy:
- Laktace se může spustit i před porodem, kdy ještě není koho krmit.
- Nebo naopak, krmit mlékem lze mládě i jinak: Od jiné matky přímo (u lidí kojná, chůva), nebo nepřímo pomocí odsávačky a pak z lahve, anebo dokonce mlékem z mléčné banky.

### Laktace u samců
U některých druhů může mléko výjimečně produkovat i samec: Po pravidelné stimulaci například kozel, svou pohlavní funkci si ale zachovává. Je známa u morčat v chovu. Samci malajského druhu kaloně hnědého (Dyacopterus spadiceus) produkují jako otcové mateřské mléko. Je známa u lidí.

### Laktace bez struků
U savců na nižších vývojových stupních (ptakopysk, vačice, ježura) se mléko netvoří uvnitř těla a není uvolňováno ze struků, ale řine se z celé plochy otevřeného mléčného pole. Jejich mláďata jsou velice drobná, přichytí se okolní srsti a slízávají tvořící se kapičky. Schopnost savců tvořit mléko tedy vznikla přeměnou z potních žláz na kůži.

## Změny mléka

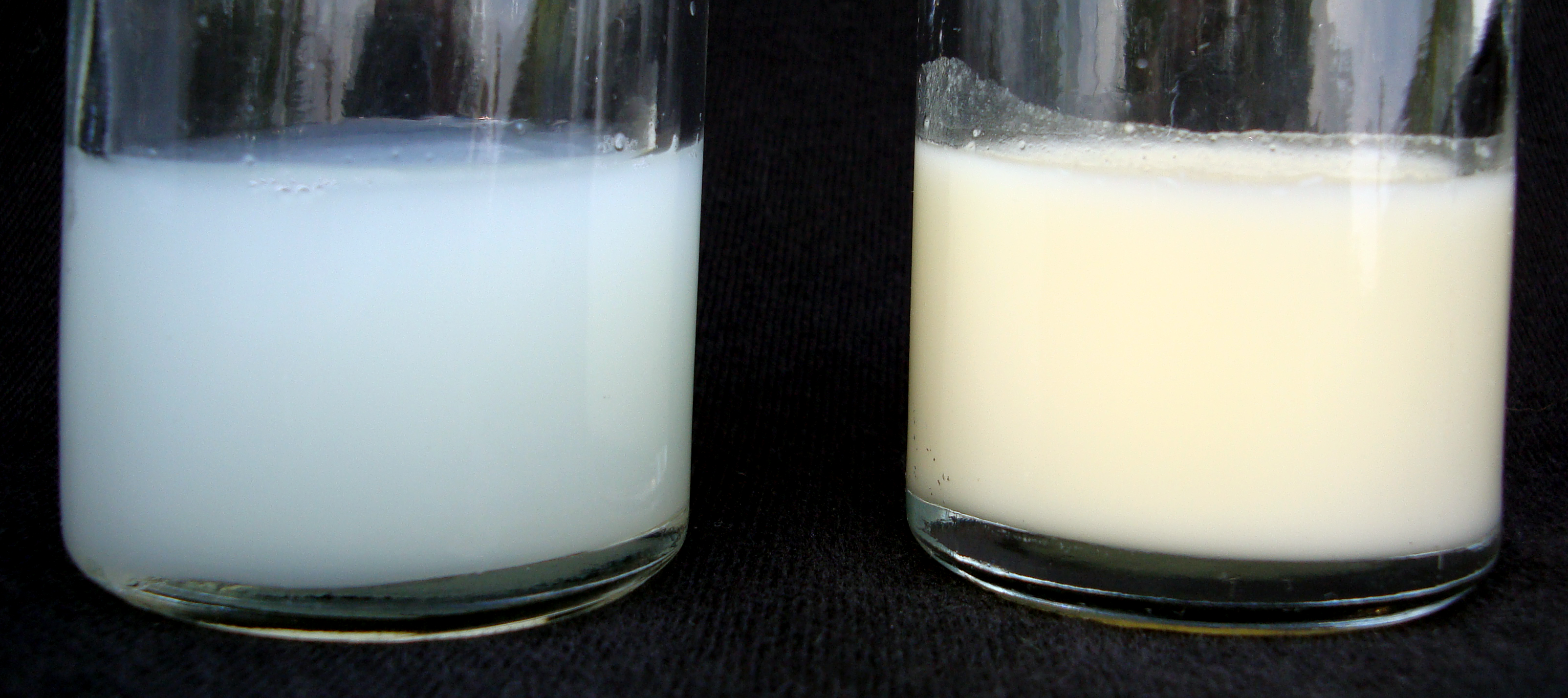
Lidské mateřské mléko – dva vzorky pocházející od stejné ženy, z jediného sání: Vlevo nejprve vodnaté přední mléko z plného prsu, vpravo následné tučné zadní mléko z téměř prázdného prsu.

Složení a další vlastnosti vytvářeného mléka se v závislosti na době od porodu mění.
- Změna mléka během doby kojení:[2]
  - během několika prvních dní kojení mlezivo (kolostrum), husté „před-mléko“, které kromě výživy poskytuje také základní imunitu
  - později zralé mléko, zdroj výživy pro růst, energie i vody.
- Změna mléka během jednoho sání:
  - nejdříve přední mléko, bílkoviny, protilátky, minerály pro výživu
  - ke konci zadní mléko, především tuky jako zdroj energie.

## Nutnost sání
Tvorba mléka je pro tělo matky značnou zátěží, proto pokud o mládě přijde, laktace bez dalšího průběžného povzbuzování samovolně vymizí. Už samotné sání mléka mládětem je stimulem pro laktaci.

### Při nadcházejícím krmení
Mládě se reflexivně svými pohyby nesnaží hned sát mléko, ale nejdříve struk/bradavku masíruje. Tím napomáhá k laktaci:
- Masáž pomáhá prokrvit mléčné žlázy.
- Spouští reflex mléčných žláz pro tvorbu a uvolnění mléka.
- Svými pohyby mechanicky pomáhá proudění mléka ven i z oblastí, kam už podtlak jeho sání nedosáhne.

Příkladem jsou selata masírující rypáčky břicho prasnice, než začnou sát.

### Pro příští krmení
Sání mléka a dotek na bradavkách také stimuluje reflexy těla matky k dalším dlouhodobým laktačním procesům, především k tvorbě mléka pro následující krmení. Jde tedy o princip kladné zpětné vazby: Čím větší stimulace, tím větší produkce. Tím je také zařízeno, že na jedné straně mládě dostane tolik, kolik potřebuje, a na druhé straně není tělo matky přetěžováno a vysilováno zbytečnou nadprodukcí.

## Vliv na matku
Při laktaci dochází k různým fyziologickým i psychickým změnám, způsobených hojením po porodu, hormony, zážitkem z nové citové vazby a v neposlední řadě také vlivem únavy ze samotné produkce mléka.

### Antikoncepce
Laktace sama potlačuje ovulaci, pravidelné sání zas laktaci dále stimuluje a udržuje: Kombinace účinků laktace a pravidelného krmení pak působí dlouhodobě antikoncepčně: Jde o tzv. laktační amenoreu. Při splnění uvedených předpokladů vliv kojení na plodnost trvá běžně půl roku, pak klesá.
U lidí se na rozdíl od většiny savců nejedná ani zdaleka o spolehlivou metodu antikoncepce – případy otěhotnění nejsou nikterak vzácné. Nicméně z pohledu globální populace jde stále o nejpodstatnější vliv na omezení rychlosti jejího růstu.

#### Infanticida
Naopak ztrátou mláďat a přerušením pravidelného cyklu sání zeslábne vliv laktace, čímž se urychlí obnovení plodnosti a říje, například u lvů. K infanticidě, kdy nový samec zabíjí potomky předešlého samce, dochází nejen proto, aby se jeho nové samice nestaraly o cizí potomstvo, ale i pro urychlení příchodu vlastního potomstva.

### Vliv na psychiku
Samotná laktace na psychiku vliv nemá, zato vzájemná interakce mezi matkou a potomkem při kojení je velmi podstatná a prospěšná.
V období po porodu mohou u matky vznikat psychické poruchy, nazývané souhrnně jako laktační psychóza. Ty ovšem mnohem více souvisí s porodem, než s laktací, tedy s prudkou změnou hladin hormonů v těle rodičky při ukončení těhotenství, například přerušením vlivu placenty atp. Správnější termín tedy je poporodní psychóza, protože laktace sama trvá mnohem déle.

## Doba trvání
Období laktace nebo fáze laktace trvá podle biologického druhu od několika dní až po několik let.

### U lidí

#### Domorodé kmeny
V některých kulturách ženy kojí až 7 let, což sice může být částečně podpořeno predispozicemi žen té skupiny, ale mnohem větší vliv má praxe jejich každodenního života: V oblastech s chabými možnostmi pro získání potravy zůstává kojení stále podstatným způsobem výživy dětí.
Stále se tedy využívá jedna z původních evolučních výhod savců.

#### Feudalismus
V prostředí s hojností potravin, kde už matka nemusí dlouhodobě věnovat své mléko jedinému potomkovi, mohou sourozenci přicházet v dvouletých odstupech: Rok a 3 měsíce intenzivního antikoncepčního kojení, pak 9 měsíců těhotenství. Během těhotenství však může matka kojit předešlé dítě dál, a to dokonce i souběžně s novorozencem: Co ten nevypije, zbude pro staršího. Jak se zvyšují novorozencovy nároky, starší dítě je postupně odstavováno: Jedno dítě tímto způsobem může být kojeno až 3 roky. Během neustálého kojení tak matka může mít 12 i více dětí za život a po celou dobu být sexuálně aktivní.
Takové rodiny byly běžné například v monarchistické Evropě, tedy v časech relativního míru a prosperity, ale nebyly výjimečné ještě ani v první polovině 20. století, před vynálezem televize, například v nám blízkých zemědělských oblastech jižního Polska nebo přímo na Moravě.

#### Západní civilizace
V soudobé civilizaci opět vznikají tlaky na zabezpečení dětí: Už sice ne potravinové, ale materiální. Tím také uměle vzniká tlak na matky, aby kojení předčasně ukončovaly a věnovaly se zaměstnání. Výsledkem je dramatický pokles průměrné doby kojení pod 6 měsíců, často ale na ještě méně. V extrémních případech dnes matky kojí pouze po dobu šestinedělí, nebo dokonce vůbec: Příkladem může být délka mateřské dovolené v USA stejně jako nedávný nástup kapitalismu v Česku na přelomu 2. a 3. tisíciletí.
Výsledkem předčasného odstavení a brzkého přikrmování je na jedné straně nutnost odstřikování mléka, než laktace pomine, bolestivost prsou a dokonce možnost zdravotních komplikací z přetlaku mléka, na druhé straně zvýšená nemocnost neotužilých dětí, navíc s imunitou nepodpořenou plným využitím mateřského mléka a v době znečištěného životního prostředí s rozšiřujícím se vlivem alergií.

### V živočišné výrobě
Možnost stimulace reflexů matky k další produkci mléka se využívá v zemědělské výrobě, kdy se produkce mléka hospodářských zvířat udržuje dojením, než aby mléko sálo mládě. To se naopak s výhodou využije jako jateční. Citová vazba samice k odrůstajícímu mláděti by až do odstavení postupně uhasínala, s tím by bez zásahu člověka klesala i schopnost laktace. Nahrazením sání telete dojením však lze laktaci krávy prodloužit a po omezenou dobu udržovat. Mléko však časem vodnatí a po určité době zcela vymizí. Pro obnovení produkce je potřeba další březost a porod.